# MELODY - from Liverpool
『MELODY - from Liverpool』（メロディー - フロム リバプール）は、1987年10月21日に、日本コロムビアからリリースされた山下久美子の19枚目のシングル。

## 作品概要
- 前作『リリス』から約3か月でのリリースとなるシングル。スタジオ・アルバムには収録されず、1988年に発売されたベスト・アルバム『three into one』にて初収録された。
- EPレコード[1]とMaxiシングル[2][3]の2形態で発売され、1987年11月21日にCDV、1988年2月21日に8cmCD[4]にフォーマットを変更し再発売された。4種類共に収録が異なっている。
- EPレコード盤のB面曲「Rock me Baby」は、アルバム『POP』からのシングルカット。
- Maxiシングル盤のカップリング曲「Collected Short Stories Of POP」は、アルバム『POP』に収録されている楽曲のメドレーである。

## 収録曲
| 全作詞: 山下久美子、全作曲・編曲: 布袋寅泰。 |                             |            |            |      |
| #                                            | タイトル                    | 作詞       | 作曲・編曲 | 時間 |
| 1.                                           | 「MELODY - from Liverpool」 | 山下久美子 | 布袋寅泰   | 3:26 |
| 2.                                           | 「Rock me Baby」            | 山下久美子 | 布袋寅泰   | 3:48 |
| 合計時間:                                    | 合計時間:                   | 7:14       |            |      |

| 全作曲: 布袋寅泰、全編曲: 布袋寅泰、ストリングス・アレンジ: 中西俊博（#3のみ）。 | |            |            |      |
| #                                                                                | タイトル | 作詞       | 作曲・編曲 | 時間 |
| 1.                                                                               | 「MELODY - from Liverpool」 | 山下久美子 | 布袋寅泰   | 3:26 |
| 2.                                                                               | 「Collected Short Stories Of POP a) Lilith (British Fantasy)〜 b) Rock me Baby〜 c) TIRED OUT〜 d) STAY〜 e) LADYxxxPOP!〜 f) LOVE & PEACE」 | 山下久美子 | 布袋寅泰   | 7:10 |
| 3.                                                                               | 「REINCARNATION (Remixed Long Version With Strings)」                                                                                        | 布袋寅泰   | 布袋寅泰   | 6:24 |
| 合計時間:                                                                        | 合計時間: | 合計時間:  | 17:00      |      |

| 全作曲: 布袋寅泰、全編曲: 布袋寅泰、ストリングス・アレンジ: 中西俊博（#4のみ）。 |                                                       |                        |            |      |
| #                                                                                | タイトル                                              | 作詞                   | 作曲・編曲 | 時間 |
| 1.                                                                               | 「Lilith (British Fantasy)」                          | 山下久美子             | 布袋寅泰   | 5:15 |
| 2.                                                                               | 「Rock me Baby」                                      | 山下久美子             | 布袋寅泰   | 3:48 |
| 3.                                                                               | 「SINGLE」                                            | 竹花いち子・山下久美子 | 布袋寅泰   | 3:56 |
| 4.                                                                               | 「REINCARNATION (Remixed Long Version With Strings)」 | 布袋寅泰               | 布袋寅泰   | 6:24 |
| 合計時間:                                                                        | 合計時間:                                             | 合計時間:              | 19:23      |      |

| 全作詞: 山下久美子、全作曲・編曲: 布袋寅泰。 |                             |            |            |      |
| #                                            | タイトル                    | 作詞       | 作曲・編曲 | 時間 |
| 5.                                           | 「MELODY - from Liverpool」 | 山下久美子 | 布袋寅泰   | 4:05 |
| 合計時間:                                    | 合計時間:                   | 4:05       |            |      |

| 全作詞: 山下久美子、全作曲・編曲: 布袋寅泰。 |                              |            |            |      |
| #                                            | タイトル                     | 作詞       | 作曲・編曲 | 時間 |
| 1.                                           | 「MELODY - from Liverpool」  | 山下久美子 | 布袋寅泰   | 3:26 |
| 2.                                           | 「Lilith (British Fantasy)」 | 山下久美子 | 布袋寅泰   | 5:18 |
| 合計時間:                                    | 合計時間:                    | 8:44       |            |      |

## 参加ミュージシャン
- Guitar & Chorus：布袋寅泰
- Bass：松井恒松, 浅田孟 from Sheena & Rokkets
- Organ, Keyboards：ホッピー神山
- Drums：山木秀夫
- Computer Program：松武秀樹, 鈴木浩之